# 앙드레 피코
앙드레 피코(Andrés Pico, 1810년 11월 18일 ~ 1876년 2월 14일)은 미국 멕시코 전쟁 동안 복무를 했던 멕시코의 장군이자 성공한 농장주였던 캘리포니오(멕시코 통치기에 캘리포니아 사람)이다. 캘리포니아가 미합중국의 주로 귀속된 이후 주 의회의 의원으로 선출되었으며, 주 민병대에서도 준장으로 취임하였다.

## 유년기
앙드레 피코는 1810년 스페인령 캘리포니아의 뉴스페인 지방에 있었던 샌디에고에서 태어났다. 그는 미국 땅에서 태어난 양친 호세 마리아 피코와 마리아 유스타키아 로페즈의 여러 아들 중 하나였으며, 스페인과 아프리카계 혼혈 조상이었다. 앙드레 피코는 피오피코의 동생으로, 형은 멕시코령 알타칼리포르니아 주의 지사를 잠시동안 역임했다.